# San Michele Arcangelo (Marco dal Pino)
Il San Michele Arcangelo è un dipinto olio su tela (325×237 cm) di Marco dal Pino databile 1573 e conservato nella chiesa di Sant'Angelo a Nilo di Napoli.
Il dipinto, di chiare ed evidenti influenze michelangelesche, si colloca tra le opere più celebri del pittore senese.
Nella pala d'altare di Sant'Angelo a Nilo, il dal Pino non ritrae la scena affollata di personaggi, bensì questa risulta essere invece interamente dominata da solo due figure che creano il movimento turbinoso: san Michele Arcangelo ed il demone.
Gli elementi che contraddistinguno lo sfondo, ricco di suggestive rovine curate nel minimo dettaglio, mettono in chiara luce le qualità dell'artista apprese durante il suo secondo soggiorno romano avvenuto intorno alla metà del XVI secolo.
Sul basamento della prima colonna a destra, un'iscrizione autografa l'opera: